# Oldřich Mikulášek
Oldřich Mikulášek (26. května 1910 Přerov – 13. července 1985 Brno) byl moravský básník, autor lyrických a lyricko-epických sbírek básní s charakteristickým rytmizováním a vnitřní dynamikou verše.

## Život

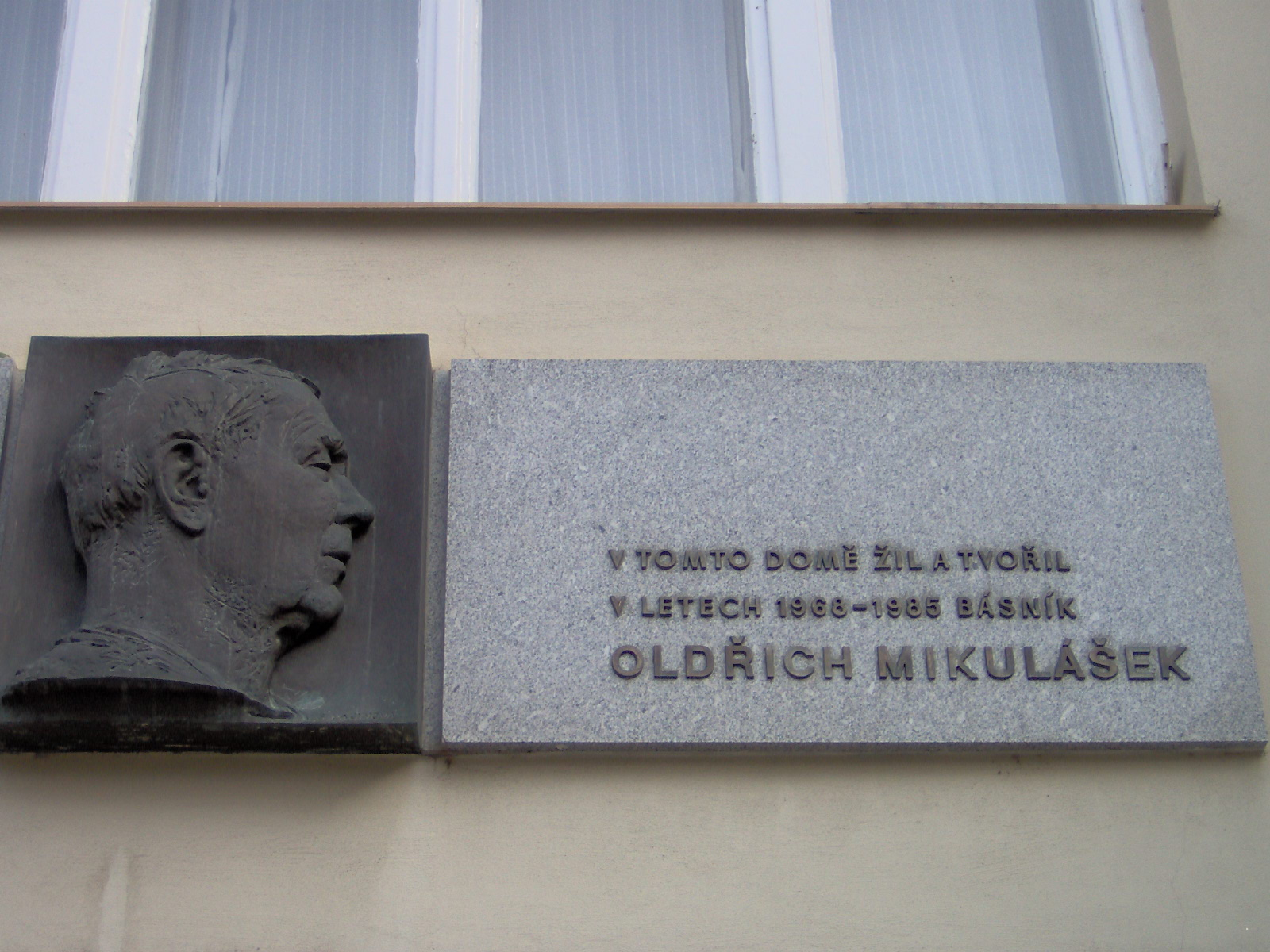
Pamětní deska v brněnské Mášově ulici

Oldřich Mikulášek se narodil v Přerově 26. května 1910 jako syn železničáře. Po měšťanské (základní) škole v Přerově absolvoval roku 1927 gremiální obchodní školu.
Na živobytí si nejprve vydělával jako dělník a zaměstnanec, do roku 1930 měl jen krátkodobá zaměstnání např. v továrně na cukrovinky, v cihelně, jako vozopísař u drah či jako akvizitér v inzerci. V letech 1930–1933 pracoval jako tiskárenský leptač a litograf ve Zlíně. Od roku 1933 pracoval jako sportovní redaktor přerovského časopisu Obzor a mj. také v Československém rozhlase.
Roku 1937 se oženil a natrvalo přestěhoval do Brna, kde se stal redaktorem Lidových novin. Po válce působil v redakci deníku Rovnost (1945–1948), dále v tehdejších Svobodných novinách, později přejmenovaných opět na Lidové noviny (1948–1952), v literárním oddělení Československého rozhlasu (1952–1956) a v redakci časopisu Host do domu (1957–1964).
Mezitím se v roce 1952 podruhé oženil, a to s redaktorkou Československého rozhlasu Věrou (1928–2020), která se později stala dramaturgyní a ředitelkou (1990–1993) brněnského studia České televize. Roku 1953 se jim narodil syn Ondřej, divadelní herec.
Roku 1965 nastoupil Oldřich Mikulášek pětiletou tvůrčí dovolenou (stipendium Českého literárního fondu). O dva roky později se těžce zranil, se zlomeninou nohy ležel 20 měsíců v nemocnici a následky nehody ho sužovaly až do konce života. Po roce 1969 se stal samizdatovým spisovatelem, když jej v letech 1971–1980 postihl zákaz publikování.
Byl členem skupiny Q. K jeho nejbližším přátelům mezi spisovateli patřili Jan Skácel, Klement Bochořák, Adolf Kroupa, Josef Kainar, Ludvík Kundera a Milan Uhde a další.

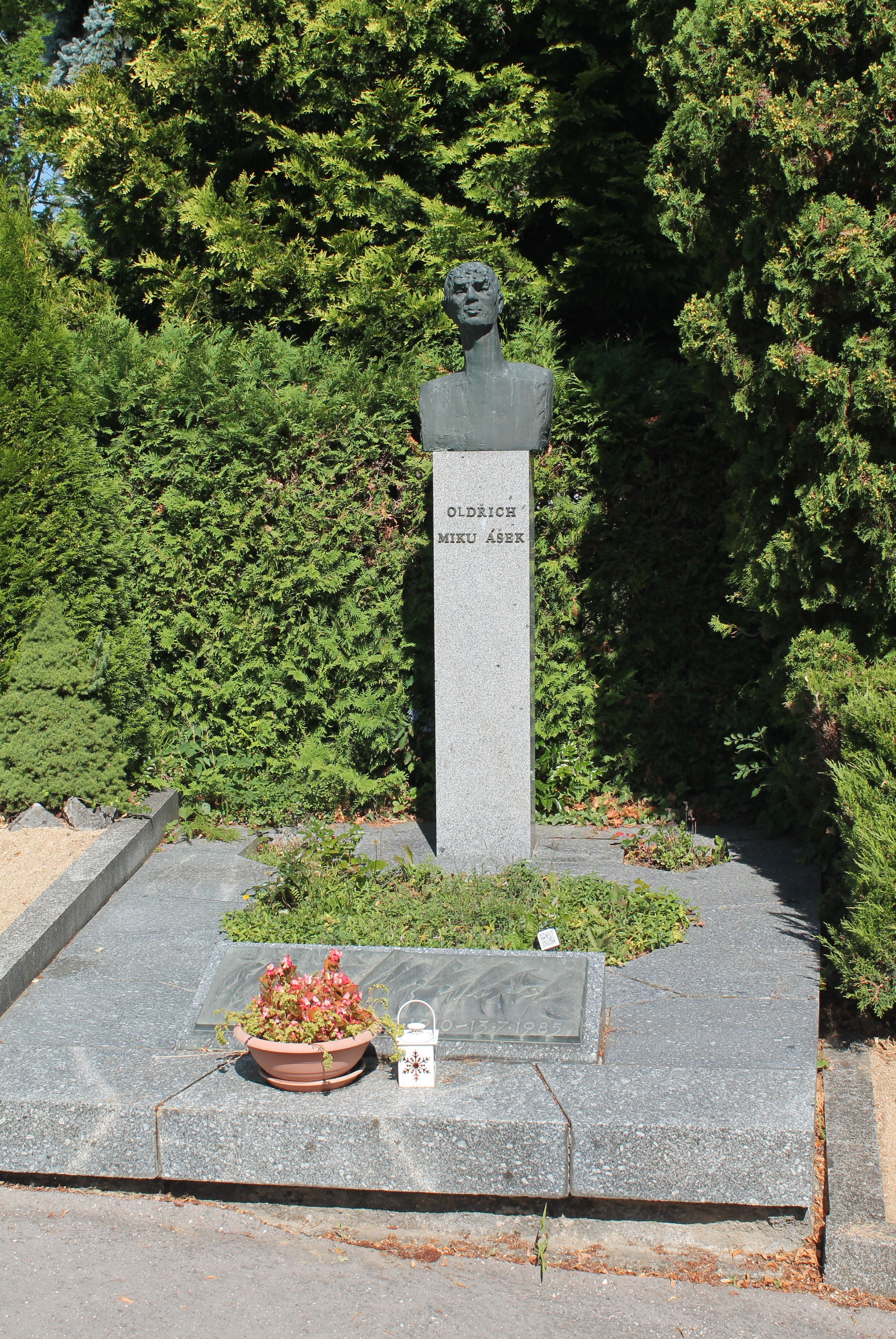
Hrob Oldřicha Mikuláška na Ústředním hřbitově v Brně

Po smrti v roce 1985 byla urna s Mikuláškovým popelem uložena na Ústředním hřbitově v Brně. Na náhrobku s bronzovou bustou a napodobeninou podpisu se podíleli sochaři L. Lacina, L. Martínek a M. Slezák. Na fasádě domu v Mášově ulici č. 4, kde Mikulášek bydlel v letech 1968–1985, byla v roce 1990 umístěna pamětní deska, kterou vytvořili Sylva Lacinová-Jílková, L. Lacina a G. Morávek. Ve Starém Lískovci bylo po něm v srpnu 1991 pojmenováno náměstí, dříve Voroněžské.

## Dílo
Jeho poezie patří mezi komplikované, že ani socialističtí kritici nevěděli, jak se k O. Mikuláškovi postavit, nakonec o něm nepsali, ale zpravidla nebyl ani zakazován. Jeho poezie se často jakoby konfrontuje s okolním světem, vystupuje proti všednosti a obyčejnosti. Jeho poezie je přemýšlivá a reflexivní, zdůrazňuje rozdíl mezi životem a smrtí, aby se nakonec dobral ke smyslu lidského bytí.
- Černý bílý ano ne, 1930 – tato sbírka je ovlivněna poetismem
- Marné milování, 1940
- Křídlovka, 1941
- Tráva se raduje, 1942
- Podle plotu, 1946
- Pulsy, 1947
- Horoucí zpěvy, 1955 – ovlivněno politickou situací a dobou
- Divoké kačeny, 1955
- Krajem táhne prašivec, 1957
- Ortely a milosti, 1958
- První obrázky, 1960
- Albatros, 1961
- Svlékání hadů, 1963, za tuto sbírku udělena Státní cena K. Gottwalda (1965)[9]
- To královské, 1966
- Šokovaná růže, 1969 – reaguje na invazi vojsk Varšavské smlouvy; sugestivní verše
- Červenec, 1980 – výbor
- Agogh, v cizině 1980, v českých zemích až 1989, vyjadřuje zde skepsi, pesimismus a zklamání, reaguje na normalizaci, tato sbírka je považována za jeden z vrcholů jeho tvorby.
- Žebro Adamovo, 1981, jedná se o tvorbu z let 1971–1973
- Velké černé ryby a dlouhý bílý chrt, verše z let 1974–1975
- Sólo pro dva dechy, 1983
- Čejčí pláč, 1984
- Faraonka
- Do posledního doušku